# FIBA Euroleague 1998-1999
La FIBA Euroleague 1998-1999 di pallacanestro maschile venne vinta dallo Žalgiris Kaunas, che sconfisse in finale la Virtus Bologna.

## Risultati

### Primo turno

#### Gruppo A
|    | Squadra         | G  | V | P | PF  | PS  |
| -- | --------------- | -- | - | - | --- | --- |
| 1. | Žalgiris Kaunas | 10 | 8 | 2 | 801 | 753 |
| 2. | Fenerbahçe      | 10 | 6 | 4 | 777 | 756 |
| 3. | Pau-Orthez      | 10 | 5 | 5 | 751 | 731 |
| 4. | Vitoria Taugres | 10 | 5 | 5 | 778 | 777 |
| 5. | Roosters Varese | 10 | 4 | 6 | 802 | 811 |
| 6. | Avtodor Saratov | 10 | 2 | 8 | 732 | 813 |

#### Gruppo B
|    | Squadra          | G  | V  | P | PF  | PS  |
| -- | ---------------- | -- | -- | - | --- | --- |
| 1. | Panathīnaïkos    | 10 | 10 | 0 | 750 | 628 |
| 2. | Efes Pilsen      | 10 | 7  | 3 | 710 | 702 |
| 3. | Maccabi Tel Aviv | 10 | 4  | 6 | 690 | 688 |
| 4. | Cibona           | 10 | 4  | 6 | 678 | 712 |
| 5. | Manresa TDK      | 10 | 3  | 7 | 646 | 713 |
| 6. | Stella Rossa     | 10 | 2  | 8 | 695 | 726 |

#### Gruppo C
|    | Squadra        | G  | V | P | PF  | PS  |
| -- | -------------- | -- | - | - | --- | --- |
| 1. | Olympiakos     | 10 | 8 | 2 | 746 | 677 |
| 2. | Kinder Bologna | 10 | 7 | 3 | 676 | 587 |
| 3. | CSKA Mosca     | 10 | 5 | 5 | 752 | 739 |
| 4. | Ülkerspor      | 10 | 4 | 6 | 675 | 726 |
| 5. | Zadar          | 10 | 3 | 7 | 660 | 717 |
| 6. | ALBA Berlino   | 10 | 3 | 7 | 725 | 788 |

#### Gruppo D
|    | Squadra            | G  | V | P | PF  | PS  |
| -- | ------------------ | -- | - | - | --- | --- |
| 1. | Olimpija Ljubljana | 10 | 7 | 3 | 702 | 649 |
| 2. | ASVEL Villeurbanne | 10 | 7 | 3 | 729 | 700 |
| 3. | Real Madrid        | 10 | 6 | 4 | 795 | 742 |
| 4. | TeamSystem Bologna | 10 | 5 | 5 | 676 | 639 |
| 5. | PAOK Salonicco     | 10 | 4 | 6 | 722 | 738 |
| 6. | B.C. Samara        | 10 | 1 | 9 | 685 | 841 |

### Secondo turno
Nel secondo turno, le squadre vengono redistribuite in nuovi gruppi ma mantengono i punti accumulati nella prima fase.

#### Gruppo E
|    | Squadra         | G  | V  | P  | PF   | PS   |
| -- | --------------- | -- | -- | -- | ---- | ---- |
| 1. | Žalgiris Kaunas | 16 | 12 | 4  | 1259 | 1184 |
| 2. | Fenerbahçe      | 16 | 9  | 7  | 1209 | 1188 |
| 3. | Cibona          | 16 | 8  | 8  | 1114 | 1137 |
| 4. | Pau-Orthez      | 16 | 8  | 8  | 1173 | 1132 |
| 5. | Manresa TDK     | 16 | 5  | 11 | 1047 | 1141 |
| 6. | Stella Rossa    | 16 | 4  | 12 | 1122 | 1185 |

#### Gruppo F
|    | Squadra          | G  | V  | P  | PF   | PS   |
| -- | ---------------- | -- | -- | -- | ---- | ---- |
| 1. | Panathīnaïkos    | 16 | 15 | 1  | 1211 | 1048 |
| 2. | Efes Pilsen      | 16 | 11 | 5  | 1166 | 1148 |
| 3. | Maccabi Tel Aviv | 16 | 7  | 9  | 1225 | 1161 |
| 4. | Roosters Varese  | 16 | 7  | 9  | 1253 | 1277 |
| 5. | Vitoria Taugres  | 16 | 7  | 9  | 1208 | 1252 |
| 6. | Avtodor Saratov  | 16 | 3  | 13 | 1190 | 1324 |

#### Gruppo G
|    | Squadra            | G  | V  | P  | PF   | PS   |
| -- | ------------------ | -- | -- | -- | ---- | ---- |
| 1. | Olympiakos         | 16 | 11 | 5  | 1160 | 1086 |
| 2. | Kinder Bologna     | 16 | 10 | 6  | 1099 | 974  |
| 3. | CSKA Mosca         | 16 | 10 | 6  | 1206 | 1155 |
| 4. | TeamSystem Bologna | 16 | 9  | 7  | 1100 | 1039 |
| 5. | PAOK Salonicco     | 16 | 7  | 9  | 1128 | 1144 |
| 6. | B.C. Samara        | 16 | 1  | 15 | 1067 | 1326 |

#### Gruppo H
|    | Squadra            | G  | V  | P  | PF   | PS   |
| -- | ------------------ | -- | -- | -- | ---- | ---- |
| 1. | Olimpija Ljubljana | 16 | 13 | 3  | 1142 | 1014 |
| 2. | ASVEL Villeurbanne | 16 | 9  | 7  | 1143 | 1138 |
| 3. | Real Madrid        | 16 | 9  | 7  | 1247 | 1197 |
| 4. | Ülkerspor          | 16 | 7  | 9  | 1110 | 1168 |
| 5. | ALBA Berlino       | 16 | 6  | 10 | 1144 | 1220 |
| 6. | Zadar              | 16 | 4  | 12 | 1064 | 1149 |

### Ottavi di finale
| Squadra 1          | Totale | Squadra 2          | Gara 1 | Gara 2 | Gara 3 |
| ------------------ | ------ | ------------------ | ------ | ------ | ------ |
| Efes Pilsen        | 2–0    | CSKA Mosca         | 73–58  | 105–98 | –      |
| Žalgiris Kaunas    | 2–0    | Ülkerspor          | 76–62  | 93–82  | -      |
| ASVEL Villeurbanne | 2–1    | Cibona             | 95–63  | 68–79  | 74–70  |
| Olympiakos         | 2–0    | Roosters Varese    | 78–66  | 83–77  | -      |
| Fenerbahçe         | 0–2    | Real Madrid        | 81–89  | 74–85  | -      |
| Panathīnaïkos      | 0–2    | TeamSystem Bologna | 58–63  | 64–88  | -      |
| Kinder Bologna     | 2–0    | Maccabi Tel Aviv   | 78–57  | 70–55  | -      |
| Olimpija Ljubljana | 1–2    | Pau-Orthez         | 72–63  | 57–74  | 57-64  |

### Quarti di finale
| Squadra 1          | Totale | Squadra 2          | Gara 1 | Gara 2 | Gara 3 |
| ------------------ | ------ | ------------------ | ------ | ------ | ------ |
| Žalgiris Kaunas    | 2-0    | Efes Pilsen        | 69-68  | 70-84  | -      |
| TeamSystem Bologna | 2-0    | Real Madrid        | 90-63  | 76-65  | -      |
| Pau Orthez         | 1-2    | Kinder Bologna     | 67-59  | 75-94  | 54-70  |
| Olympiakos         | 2-0    | ASVEL Villeurbanne | 70-57  | 77-81  | -      |

### Final four
|  | Semifinali        | Semifinali        | Semifinali     |                |                 | Finale            | Finale            | Finale          |  |
|  |                   |                   |                |                |                 |                   |                   |                 |  |
|  | Žalgiris Kaunas   | Žalgiris Kaunas   | 87             |                |                 |                   |                   |                 |  |
|  | Žalgiris Kaunas   | Žalgiris Kaunas   | 87             |                |                 |                   |                   |                 |  |
|  | Olympiakos        | Olympiakos        | 71             |                |                 |                   |                   |                 |  |
|  | Olympiakos        | Olympiakos        | 71             |                | Žalgiris Kaunas | Žalgiris Kaunas   | 82                |                 |  |
|  |                   |                   |                |                | Žalgiris Kaunas | Žalgiris Kaunas   | 82                |                 |  |
|  |                   |                   | Virtus Bologna | Virtus Bologna | 74              |                   |                   |                 |  |
|  | Fortitudo Bologna | Fortitudo Bologna | Virtus Bologna | Virtus Bologna | 74              | 57                |                   |                 |  |
|  | Fortitudo Bologna | Fortitudo Bologna |                |                |                 | 57                |                   |                 |  |
|  | Virtus Bologna    | Virtus Bologna    | 62             |                |                 | Finale 3º posto   | Finale 3º posto   | Finale 3º posto |  |
|  | Virtus Bologna    | Virtus Bologna    | 62             |                |                 |                   |                   |                 |  |
|  |                   |                   |                |                |                 |                   |                   |                 |  |
|  |                   |                   |                |                |                 | Olympiakos        | Olympiakos        | 74              |  |
|  |                   |                   |                |                |                 | Olympiakos        | Olympiakos        | 74              |  |
|  |                   |                   |                |                |                 | Fortitudo Bologna | Fortitudo Bologna | 63              |  |

| Coppa dei Campioni 1998-1999 |
| ---------------------------- |
| Žalgiris Kaunas 1º titolo    |

## Formazione vincitrice
| N° | Naz.                   | Ruolo | Sportivo            |  | Alt. |  |
| -- | ---------------------- | ----- | ------------------- |  | ---- |  |
| 4  | Stati Uniti (bandiera) | P     | Tyus Edney          |  | 178  |  |
| 5  | Lituania (bandiera)    | AP    | Mindaugas Žukauskas |  | 202  |  |
| 6  | Lituania (bandiera)    | P     | Giedrius Gustas     |  | 190  |  |
| 7  | Lituania (bandiera)    | AP    | Saulius Štombergas  |  | 202  |  |
| 8  | Rep. Ceca (bandiera)   | C     | Jiří Zídek          |  | 208  |  |
| 9  | Lituania (bandiera)    | C     | Eurelijus Žukauskas |  | 218  |  |
| 10 | Lituania (bandiera)    | AP    | Dainius Adomaitis   |  | 194  |  |
| 12 | Lituania (bandiera)    | AG    | Tomas Masiulis      |  | 204  |  |
| 13 | Lituania (bandiera)    | G     | Darius Maskoliūnas  |  | 195  |  |
| 14 | Stati Uniti (bandiera) | G     | Anthony Bowie       |  | 198  |  |
| 15 | Lituania (bandiera)    | AG    | Kęstutis Šeštokas   |  | 202  |  |
|    | Lituania (bandiera)    | AP    | Marius Bašinskas    |  | 198  |  |
|    | Lituania (bandiera)    | C     | Artūras Masiulis    |  | 204  |  |
|    | Lituania (bandiera)    | All.  | Jonas Kazlauskas    |  |      |  |